# قواعد نام‌گذاری در اخترشناسی
قواعد نام‌گذاری در اخترشناسی غالبا از وظایف اتحادیه بین‌المللی اخترشناسی دانسته می‌شود. در دوران باستان، تنها چند ماه و خورشید و چند ستاره و سیاره قابل مشاهده بودند، اما امروزه میلیاردها جسم آسمانی کشف می‌شوند و نیاز به نام‌گذاری دارند و اخترشناسان نیاز به ساختاری دقیق و سیستماتیک دارند تا در ارجاع به این اجسام آسمانی ابهامی روی ندهد.